# Ariadna Pinto
Ariadna Pinto (c. 2004-estado Cojedes, Venezuela, 10 de mayo de 2025) fue una presa política venezolana. El 1 de agosto de 2024, después de las elecciones presidenciales de Venezuela el 28 de julio y durante las protestas poselectorales, Ariadna fue acusada por una jefa de calle de la Unidad de Batalla Bolívar Chávez (UBCH) de participar en las mismas, arrestada, y acusada de los delitos de "terrorismo" e "incitación al odio". Estuvo más de cuatro meses detenida, y como diabética su estado de salud empeoró notablemente durante su reclusión, teniendo que ser hospitalizada en dos oportunidades. Fue excarcelada el 7 de diciembre de 2024, pero pocos meses después tuvo una recaída de salud y debió ser hospitalizada nuevamente hasta su muerte.
Organizaciones de derechos humanos, como el Comité por la Libertad de los Presos Políticos, y partidos políticos de oposición responsabilizaron su fallecimiento al deterioro de salud sufrido en prisión y al régimen de Nicolás Maduro.

## Detención
Ariadna fue detenida el 1 de agosto de 2024 en Tinaquillo, estado Cojedes, tras ser denunciada por una jefa de calle de la Unidad de Batalla Bolívar Chávez (UBCH), acusándola de participar en las protestas poselectorales tras las elecciones presidenciales de Venezuela de 2024, donde se declaró como ganador a Nicolás Maduro. De acuerdo con su madre, Ariadna sólo se encontraba en la calle ese día y la jefa de calle usó su poder político para que la detuvieran sin haber participado en las protestas, declarando que fue "un asunto personal, no político". Fue acusada de los delitos de "terrorismo" e "incitación al odio".

Durante su reclusión careció de atención médica, y al ser diabética tuvo varias crisis de salud, incluyendo retención de líquidos, convulsiones frecuentes y descompensaciones severas. El 12 de agosto Ariadna fue trasladada por sus custodios al Hospital Joaquina de Rotondaro de Tinaquillo durante una de sus peores crisis, pero fue regresada a instalaciones del Cuerpo de Investigaciones Científicas, Penales y Criminalísticas (CICPC) sin recibir un tratamiento sostenido.
El 1 de septiembre fue ingresada nuevamente de emergencia por una descomposición producto de la diabetes que a su vez causó una crisis convulsiva; su nivel de glucemia superaba los 400 mg/dL. Permaneció hospitalizada en el centro Joaquina de Rotondaro, esposada y bajo custodia del CICPC, hasta su excarcelación. Su madre debió cubrir todos los gastos médicos, lo cual pudo hacer gracias a la colaboración de la familia y amigos. Su madre le pidió al fiscal general impuesto por la Asamblea Nacional Constituyente de 2017, Tarek William Saab, que le otorgase una medida beneficiaria a su hija debido a su salud.

## Fallecimiento
Ariadna fue liberada el 7 de diciembre de 2024 en medio de una intensa presión pública promovida por su madre y organizaciones de derechos humanos. El 27 de abril de 2025 debió ser ingresada nuevamente en el Hospital San Carlos después de una recaída crítica y permaneció hospitalizada hasta el 10 de mayo, cuando murió por un paro respiratorio a los 20 años.
El Comité por la Libertad de los Presos Políticos (CLIPPVE) responsabilizó su fallecimiento al empeoramiento de salud que sufrió durante su encarcelamiento y al régimen de Nicolás Maduro, declarando: “Ariadna no murió solo por una complicación médica. Murió por la indiferencia de un sistema que persigue, encarcela y abandona. Su historia no puede repetirse. Es símbolo del sufrimiento que enfrentan los presos políticos enfermos en Venezuela, víctimas del abandono institucional, privados de atención y sometidos al deterioro físico y psicológico”.
Para el momento de su fallecimiento, el Comité contabilizaba 17 presos políticos en el estado Cojedes. Una semana antes del fallecimiento Lindomar Amaro, también originario de Cojedes, murió en la cárcel de Tocorón, reportado como un suicidio debido a las malas condiciones de su reclusión.
El Comité de Derechos Humanos del partido Vente Venezuela denunció que la muerte de Ariadna no se debió solamente por complicaciones médicas, sino también por los "de los tratos crueles e inhumanos que recibió durante su reclusión, sumado a la falta de atención médica especializada y la violación a sus derechos por parte del sistema criminal que encabeza Nicolás Maduro". El partido opostior Voluntad Popular lamentó su fallecimiento, le extendió sus condolencias a los familiares, y la describió que "fue víctima de la represión de la dictadura de Nicolás Maduro después del fraude electoral del 28 de julio". Charbel Najm, sociólogo y director de Alianza por Venezuela, también responsabilizó al régimen de Nicolás Maduro.
El activista y artista plástico Rafael Araujo le dedicó uno de sus papagayos de protesta (cometas) a Ariadna.

## Vida personal
Ariadna Pinto padecía de diabetes mellitus tipo I desde los 10 años de edad, al igual que hipertensión arterial e insuficiencia renal, y a los 19 años le diagnosticaron hipertensión arterial. Su estado de salud se mantenía controlado gracias al tratamiento proporcionado desde el diagnóstico y hasta su encarcelamiento.